# Ligue féminine de basket 2021-2022
Navigation
2020-2021 2022-2023
| \| Bourges Lyon Lattes Mont-de-Marsan Angers Landerneau Charleville-Mézières Saint-Amand-les-Eaux Villeneuve-d'Ascq Charnay-lès-Mâcon La Roche-sur-Yon Tarbes \| Localisation des clubs. |
| Bourges Lyon Lattes Mont-de-Marsan Angers Landerneau Charleville-Mézières Saint-Amand-les-Eaux Villeneuve-d'Ascq Charnay-lès-Mâcon La Roche-sur-Yon Tarbes                               |

La saison 2021-2022 de la LFB est la 24e édition de la Ligue féminine de basket.

## Formule de la compétition
Le championnat est composé de douze équipes. Les huit meilleures équipes participent aux play-offs et les quatre dernières aux play-dows. L’équipe vainqueur des play-offs est championne de France, l’équipe dernière des play-downs descend en Ligue féminine 2.

## Clubs participants
Légende des couleurs
- Euroligue féminine de basket-ball 2021-2022
- Eurocoupe féminine de basket-ball 2021-2022

| Club                                                         | Ville                | Dernière montée | Class. 2021 | Entraîneur                          | Depuis | Salle                                | Capacité | Saisons |
| ------------------------------------------------------------ | -------------------- | --------------- | ----------- | ----------------------------------- | ------ | ------------------------------------ | -------- | ------- |
| Union féminine Angers Basket 49                              | Angers               | 2021            | 01 (LF2)    | David Gautier                       | 2017   | Salle Jean-Bouin                     | 3 000    | 3       |
| Tango Bourges Basket                                         | Bourges              | 1991            | 01          | Olivier Lafargue                    | 2017   | Palais des sports du Prado           | 5 000    | 30      |
| Flammes Carolo basket                                        | Charleville-Mézières | 2010            | 07          | Romuald Yernaux                     | 2002   | Caisse d’épargne Arena               | 2 960    | 11      |
| Charnay Basket Bourgogne Sud                                 | Charnay-lès-Mâcon    | 2019            | 09          | Matthieu Chauvet                    | 2016   | Le Cosec                             | 700      | 2       |
| Landerneau Bretagne Basket                                   | Landerneau           | 2018            | 10          | Wani Muganguzi                      | 2021   | La Cimenterie                        | 1 500    | 3       |
| Basket Landes                                                | Mont-de-Marsan       | 2008            | 03          | Julie Barennes                      | 2019   | Espace François-Mitterrand           | 2 500    | 13      |
| Basket Lattes Montpellier Méditerranée Métropole Association | Lattes               | 2001            | 04          | Valéry Demory                       | 2021   | Palais des sports de Lattes          | 1 000    | 20      |
| LDLC ASVEL féminin                                           | Lyon                 | 2011            | 02          | Pierre Vincent                      | 2021   | Salle Mado-Bonnet                    | 1 400    | 10      |
| Roche Vendée Basket Club                                     | La Roche-sur-Yon     | 2017            | 06          | Emmanuel Body                       | 2013   | Salle des Oudairies                  | 2 500    | 4       |
| Saint-Amand Hainaut Basket                                   | Saint-Amand-les-Eaux | 2010            | 11          | Philippe Mestdagh Frédéric Daguenet | 2021   | Salle Maurice-Hugot                  | 1 700    | 12      |
| Tarbes Gespe Bigorre                                         | Tarbes               | 2016            | 08          | Francisco Pinto François Gomez      | 2021   | Palais des sports du quai de l'Adour | 1 650    | 29      |
| Villeneuve-d’Ascq                                            | Villeneuve-d’Ascq    | 2000            | 05          | Rachid Meziane                      | 2019   | Le Palacium                          | 1 800    | 21      |

## La saison régulière

### Classement de la saison régulière
En cas d’égalité, les clubs sont départagés en fonction des résultats obtenus lors de leurs confrontations directes, indiquées entre parenthèses si nécessaire.
| Rang | Équipe                          | Pts | J  | G  | P  | Pp   | Pc   | Diff |
| ---- | ------------------------------- | --- | -- | -- | -- | ---- | ---- | ---- |
| 1    | Tango Bourges                   | 42  | 22 | 20 | 2  | 1718 | 1449 | 269  |
| 2    | ESB Villeneuve-d’Ascq LM        | 38  | 22 | 16 | 6  | 1565 | 1388 | 177  |
| 3    | LDLC Lyon ASVEL féminin (2–0)   | 37  | 22 | 15 | 7  | 1648 | 1411 | 237  |
| 4    | Basket LandesT (0–2)            | 37  | 22 | 15 | 7  | 1592 | 1488 | 104  |
| 5    | FCB Charleville-Mézières        | 35  | 22 | 13 | 9  | 1616 | 1537 | 79   |
| 6    | Roche Vendée Basket Club        | 34  | 22 | 12 | 10 | 1733 | 1669 | 64   |
| 7    | UF Angers Basket 49P (2–0)      | 31  | 22 | 9  | 13 | 1527 | 1614 | -87  |
| 8    | Lattes-Montpellier BLMACF (0–2) | 31  | 22 | 9  | 13 | 1583 | 1638 | -55  |
| 9    | Saint-Amand Hainaut Basket      | 30  | 22 | 8  | 14 | 1386 | 1560 | -174 |
| 10   | Tarbes Gespe Bigorre            | 29  | 22 | 7  | 15 | 1418 | 1540 | -122 |
| 11   | Landerneau Bretagne Basket      | 27  | 22 | 5  | 17 | 1385 | 1630 | -245 |
| 12   | Charnay-lès-Mâcon               | 25  | 22 | 3  | 19 | 1418 | 1665 | -247 |

|   | Qualification pour les play-offs 2022 |
|   | Participation aux play-downs 2022     |
| T | Tenant du titre 2021                  |
| F | Finaliste 2021                        |
| P | Promu de LF2                          |
| C | Vainqueur de la Coupe de France 2021  |

### Matchs
| Résultats (dom.\ext.)                                              | ANG     | BOU   | CHV   | CHN   | LDR     | LDS   | LAT     | LYO     | ROC   | SAH     | TAR     | VIL   |
| Angers                                                             |         | 63-90 | 79-71 | 74-63 | 69-64   | 62-72 | 87-73   | 60-77   | 71-78 | 58-61   | 81-76ap | 61-67 |
| Bourges                                                            | 70-62   |       | 71-76 | 85-67 | 78-68   | 76-62 | 92-85   | 74-63   | 80-82 | 82-46   | 73-69   | 69-58 |
| Charleville-Mézières                                               | 76-84   | 64-76 |       | 86-54 | 83-56   | 64-73 | 92-81   | 95-69   | 79-72 | 71-61   | 66-47   | 69-57 |
| Charnay-lès-Mâcon                                                  | 75-70   | 70-76 | 66-71 |       | 87-74   | 66-71 | 77-86   | 63-74   | 92-94 | 79-81   | 74-61   | 48-90 |
| Landerneau                                                         | 79-61   | 53-78 | 56-64 | 60-57 |         | 49-78 | 74-68   | 62-95   | 75-86 | 58-63   | 68-65   | 53-70 |
| Basket Landes                                                      | 89-74   | 68-72 | 86-83 | 70-46 | 88-61   |       | 68-51   | 45-85   | 80-93 | 79-70   | 66-64   | 77-64 |
| Lattes-Montpellier                                                 | 59-60   | 69-80 | 60-51 | 76-57 | 84-66   | 66-75 |         | 81-78ap | 86-70 | 70-67   | 78-75   | 69-79 |
| Lyon                                                               | 90-57   | 67-76 | 78-75 | 80-40 | 64-71   | 67-52 | 77-60   |         | 68-74 | 76-74ap | 74-54   | 60-59 |
| La Roche-sur-Yon                                                   | 74-76   | 76-86 | 93-61 | 79-65 | 79-69   | 74-93 | 75-78   | 61-95   |       | 90-65   | 82-59   | 65-74 |
| Saint-Amand Hainaut                                                | 58-73   | 56-74 | 71-74 | 73-69 | 61-58ap | 61-56 | 82-81ap | 45-67   | 59-91 |         | 57-55   | 60-63 |
| Tarbes                                                             | 77-73ap | 52-82 | 69-71 | 62-41 | 76-69   | 55-66 | 76-74   | 66-63   | 83-78 | 76-63   |         | 51-60 |
| Villeneuve-d’Ascq                                                  | 77-72   | 73-78 | 78-74 | 72-62 | 76-42   | 85-80 | 80-48   | 67-81   | 75-67 | 60-52   | 81-50   |       |
| - Victoire à domicile - Victoire à l'extérieur - Match non disputé |         |       |       |       |         |       |         |         |       |         |         |       |

### Évolution du classement
| Journées / Clubs     | 1  | 2  | 3  | 4  | 5    | 6   | 7   | 8   | 9  | 10 | 11  | 12  | 13   | 14   | 15   | 16   | 17   | 18  | 19 | 20 | 21 | 22 | Top | PO | Rel |
| -------------------- | -- | -- | -- | -- | ---- | --- | --- | --- | -- | -- | --- | --- | ---- | ---- | ---- | ---- | ---- | --- | -- | -- | -- | -- | --- | -- | --- |
| Bourges              | 7  | 5  | 6  | 6  | 10-1 | 8-1 | 6-1 | 5-1 | 2  | 1  | 1   | 2-1 | 1-1  | 1-1  | 1-1  | 1-1  | 1-1  | 1-1 | 1  | 1  | 1  | 1  | 12  | 21 |     |
| Villeneuve-d’Ascq    | 1  | 1  | 2  | 5  | 2    | 3   | 3   | 3   | 3  | 2  | 4   | 4   | 4-1  | 4-1  | 6-1  | 6-1  | 5-1  | 5   | 4  | 4  | 3  | 2  | 2   | 21 |     |
| Lyon                 | 8  | 10 | 9  | 7  | 3    | 2   | 2   | 2   | 4  | 5  | 3   | 3   | 3-1  | 3-1  | 2-1  | 2-1  | 3-1  | 2   | 2  | 2  | 4  | 3  |     | 20 |     |
| Basket Landes        | 3  | 2  | 1  | 4  | 6-1  | 4-1 | 4-1 | 6-1 | 5  | 4  | 2   | 1   | 2-1  | 2-1  | 3-1  | 3-1  | 4-1  | 4   | 3  | 3  | 2  | 4  | 2   | 21 |     |
| Charleville-Mézières | 9  | 6  | 4  | 2  | 1    | 1   | 1   | 1   | 1  | 3  | 6-1 | 5-1 | 6-2  | 6-2  | 5-2  | 4-2  | 2-1  | 3   | 5  | 5  | 5  | 5  | 5   | 21 |     |
| La Roche-sur-Yon     | 6  | 3  | 3  | 1  | 4    | 5   | 7   | 7   | 8  | 7  | 8-1 | 9-2 | 9-2  | 8-2  | 7-2  | 7-2  | 7-1  | 6-1 | 6  | 6  | 6  | 6  | 1   | 20 |     |
| Angers               | 2  | 4  | 5  | 3  | 5    | 7   | 5   | 4   | 6  | 6  | 5   | 6   | 5    | 5    | 4    | 5    | 6    | 7   | 7  | 7  | 7  | 7  |     | 22 |     |
| Lattes-Montpellier   | 4  | 8  | 10 | 10 | 7    | 9   | 8   | 9   | 7  | 9  | 7   | 8   | 11-1 | 11-1 | 11-1 | 11-1 | 10-1 | 9   | 8  | 8  | 8  | 8  |     | 11 |     |
| Saint-Amand Hainaut  | 11 | 11 | 11 | 11 | 12   | 12  | 12  | 10  | 9  | 8  | 9   | 7   | 7    | 7    | 8    | 8    | 8    | 8   | 9  | 10 | 9  | 9  |     | 8  | 3   |
| Tarbes               | 10 | 9  | 7  | 9  | 11   | 11  | 11  | 12  | 12 | 11 | 11  | 10  | 8    | 9    | 9    | 9    | 9    | 10  | 10 | 9  | 10 | 10 |     | 2  | 2   |
| Landerneau           | 5  | 7  | 8  | 8  | 8    | 6   | 9   | 8   | 10 | 10 | 10  | 11  | 10   | 10   | 10   | 10   | 11   | 11  | 11 | 11 | 11 | 11 |     | 7  |     |
| Charnay-lès-Mâcon    | 12 | 12 | 12 | 12 | 9    | 10  | 10  | 11  | 11 | 12 | 12  | 12  | 12-1 | 12-1 | 12-1 | 12-1 | 12-1 | 12  | 12 | 12 | 12 | 12 |     |    | 17  |

### État de forme des équipes
| Journées / Clubs     | 1 | 2 | 3 | 4 | 5 | 6 | 7 | 8 | 9 | 10 | 11 | 12 | 13 | 14 | 15 | 16 | 17 | 18 | 19 | 20 | 21 | 22 |
| -------------------- | - | - | - | - | - | - | - | - | - | -- | -- | -- | -- | -- | -- | -- | -- | -- | -- | -- | -- | -- |
| Bourges              | P | G | P | G | G | G | G | G | G | G  | G  | G  | G  | G  | G  | G  | G  | G  | G  | G  | G  | G  |
| Villeneuve-d’Ascq    | G | G | P | P | G | G | P | G | G | G  | P  | G  | G  | P  | P  | G  | G  | G  | G  | G  | G  | G  |
| Lyon                 | P | P | G | G | G | G | G | G | P | P  | G  | G  | G  | G  | G  | G  | P  | P  | G  | G  | P  | G  |
| Basket Landes        | G | G | G | P | P | G | G | P | G | G  | G  | G  | G  | G  | P  | P  | P  | G  | G  | G  | G  | P  |
| Charleville-Mézières | P | G | G | G | G | G | G | P | G | P  | G  | G  | P  | P  | G  | G  | G  | P  | P  | G  | P  | P  |
| La Roche-sur-Yon     | G | G | P | G | P | P | P | G | P | G  | P  | P  | G  | G  | G  | P  | G  | G  | P  | P  | G  | G  |
| Angers               | G | G | P | G | P | P | G | G | P | P  | G  | P  | P  | G  | G  | P  | P  | P  | G  | P  | P  | P  |
| Lattes-Montpellier   | G | P | P | P | G | P | G | P | G | P  | P  | P  | P  | P  | P  | G  | G  | G  | G  | P  | G  | P  |
| Saint-Amand Hainaut  | P | P | G | P | P | P | P | G | G | G  | P  | G  | P  | G  | P  | P  | G  | P  | P  | P  | G  | P  |
| Tarbes               | P | P | G | P | P | P | P | P | P | G  | G  | P  | G  | P  | G  | P  | P  | G  | P  | G  | P  | P  |
| Landerneau           | G | P | P | G | P | G | P | P | P | P  | P  | P  | P  | P  | P  | G  | P  | P  | P  | P  | P  | G  |
| Charnay-lès-Mâcon    | P | P | G | P | G | P | P | P | P | P  | P  | P  | P  | P  | P  | P  | P  | P  | P  | P  | P  | G  |

Séries de la saison
- Séries de victoires : 19 (Bourges)
- Séries de défaites : 16 (Charnay-lès-Mâcon)

## Phase finale

### Playoffs
Cette année, les huit meilleures équipes accèdent aux playoffs. La première rencontre la huitième, la seconde rencontre la septième, la troisième rencontre la sixième et la quatrième rencontre la cinquième du classement à l’issue de la saison régulière.

#### Tableau principal
|  | Quarts de finale | Quarts de finale      | Quarts de finale   | Quarts de finale | Quarts de finale |                    |                       | Demi-finales         | Demi-finales | Demi-finales | Demi-finales | Demi-finales |  |  | Finale | Finale               | Finale | Finale | Finale | Finale | Finale |
|  |                  |                       |                    |                  |                  |                    |                       |                      |              |              |              |              |  |  |        |                      |        |        |        |        |        |
|  | 1                | Tango Bourges Basket  | *99                | 72               | *86              |                    |                       |                      |              |              |              |              |  |  |        |                      |        |        |        |        |        |
|  | 8                | Lattes-MontpellierCF  | 67                 | *75              | 69               |                    |                       |                      |              |              |              |              |  |  |        |                      |        |        |        |        |        |
|  | 8                | Lattes-MontpellierCF  | 67                 | *75              | 69               |                    | 1                     | Tango Bourges Basket | *77          | 70           | *77          |              |  |  |        |                      |        |        |        |        |        |
|  |                  |                       |                    |                  |                  |                    | 1                     | Tango Bourges Basket | *77          | 70           | *77          |              |  |  |        |                      |        |        |        |        |        |
|  |                  | 4                     | Basket LandesT     | 53               | *71              | 65                 |                       |                      |              |              |              |              |  |  |        |                      |        |        |        |        |        |
|  | 4                | 4                     | Basket LandesT     | 53               | *71              | 65                 | Basket LandesT        | *87                  | 79           |              |              |              |  |  |        |                      |        |        |        |        |        |
|  | 4                |                       |                    |                  |                  |                    | Basket LandesT        | *87                  | 79           |              |              |              |  |  |        |                      |        |        |        |        |        |
|  | 5                | Charleville-Mézières  | 64                 | *72              |                  |                    |                       |                      |              |              |              |              |  |  |        |                      |        |        |        |        |        |
|  |                  |                       |                    |                  |                  |                    |                       |                      |              |              |              |              |  |  | 1      | Tango Bourges Basket | *76    | *78    | 59     |        |        |
|  |                  | 3                     | Lyon ASVEL féminin | 66               | 62               | *53                |                       |                      |              |              |              |              |  |  |        |                      |        |        |        |        |        |
|  | 2                | ESB Villeneuve-d’Ascq | *96                | 72               |                  |                    |                       |                      |              |              |              |              |  |  |        |                      |        |        |        |        |        |
|  | 7                | UF Angers Basket 49   | 79                 | *70              |                  |                    |                       |                      |              |              |              |              |  |  |        |                      |        |        |        |        |        |
|  | 7                | UF Angers Basket 49   | 79                 | *70              |                  | 2                  | ESB Villeneuve-d’Ascq | *78                  | 76           |              |              |              |  |  |        |                      |        |        |        |        |        |
|  |                  |                       |                    |                  |                  | 2                  | ESB Villeneuve-d’Ascq | *78                  | 76           |              |              |              |  |  |        |                      |        |        |        |        |        |
|  |                  | 3                     | Lyon ASVEL féminin | 80               | *83              |                    |                       |                      |              |              |              |              |  |  |        |                      |        |        |        |        |        |
|  | 3                | 3                     | Lyon ASVEL féminin | 80               | *83              | Lyon ASVEL féminin | *92                   | 108                  |              |              |              |              |  |  |        |                      |        |        |        |        |        |
|  | 3                |                       |                    |                  |                  | Lyon ASVEL féminin | *92                   | 108                  |              |              |              |              |  |  |        |                      |        |        |        |        |        |
|  | 6                | La Roche-sur-Yon      | 77                 | *54              |                  |                    |                       |                      |              |              |              |              |  |  |        |                      |        |        |        |        |        |

* indique l’équipe qui reçoit.

#### Vainqueur
| Champion de France 2021–2022 Tango Bourges Basket 15e victoire - 3 Elin Eldebrink - 4 Isabelle Yacoubou - 7 Nwal-Endéné Miyem - 12 Iliana Rupert - 17 Sarah Michel - 18 Pauline Astier - 21 Laëtitia Guapo - 24 Keisha Hampton - 33 Élodie Godin - 39 Djéné Diawara - 39 Alix Duchet - 44 Kristen Mann - Entraîneur : Olivier Lafargue - Assistant : Jérôme Authier |

### Playdowns
Les quatre dernières équipes de la saison régulière s’affrontent sur des matches aller-retour, tout en conservant les résultats acquis en saison régulière entre elles. 
| Rang | Équipe                     | Pts | J | G | P | Pp  | Pc  | Diff |
| ---- | -------------------------- | --- | - | - | - | --- | --- | ---- |
| 1    | Saint-Amand Hainaut Basket | 11  | 6 | 5 | 1 | 398 | 395 | 3    |
| 2    | Tarbes Gespe Bigorre       | 9   | 6 | 3 | 3 | 395 | 372 | 23   |
| 3    | Charnay-lès-Mâcon (+10)    | 8   | 6 | 2 | 4 | 387 | 409 | -22  |
| 4    | Landerneau BB (–10)        | 8   | 6 | 2 | 4 | 407 | 411 | -4   |

La formation qui termine dernière de ce classement est reléguée en Ligue féminine 2.
| Rang | Équipe                     | Pts | J  | G | P | Pp  | Pc  | Diff |  | Résultats (dom.\ext.)      | SHB   | LBB   | TGB   | CHA   |
| ---- | -------------------------- | --- | -- | - | - | --- | --- | ---- |  | -------------------------- | ----- | ----- | ----- | ----- |
| 1    | Saint-Amand HB             | 20  | 12 | 8 | 4 | 778 | 798 | -20  |  | Saint-Amand HB             |       | 78-77 | 62-58 | 71-52 |
| 2    | Landerneau BB (+28)        | 18  | 12 | 6 | 6 | 818 | 765 | 53   |  | Landerneau BB (+28)        | 71-52 |       | 87-47 | 72-61 |
| 3    | Tarbes Gespe Bigorre (–28) | 18  | 12 | 6 | 6 | 737 | 758 | -21  |  | Tarbes Gespe Bigorre (–28) | 59-54 | 60-52 |       | 70-61 |
| 4    | Charnay-lès-Mâcon          | 16  | 12 | 4 | 8 | 795 | 807 | -12  |  | Charnay-lès-Mâcon          | 86-63 | 58-72 | 70-48 |       |

| Équipe relégable par journée des playdowns | Évolution du classement \| Journées / Clubs \| 0 \| 1 \| 2 \| 3 \| 4 \| 5 \| 6 \| Mnt \| Rel \| \| ------------------- \| -- \| -- \| -- \| -- \| -- \| -- \| -- \| --- \| --- \| \| Saint-Amand Hainaut \| 9 \| 9 \| 9 \| 9 \| 9 \| 9 \| 9 \| 6 \| \| \| Landerneau \| 12 \| 12 \| 12 \| 11 \| 11 \| 11 \| 10 \| 4 \| 2 \| \| Tarbes \| 10 \| 11 \| 10 \| 10 \| 10 \| 10 \| 11 \| 6 \| \| \| Charnay-lès-Mâcon \| 11 \| 10 \| 11 \| 12 \| 12 \| 12 \| 12 \| 2 \| 4 \| |    |    |    |    |    |    |     |     |
| Journées / Clubs                           | 0 | 1  | 2  | 3  | 4  | 5  | 6  | Mnt | Rel |
| Saint-Amand Hainaut                        | 9 | 9  | 9  | 9  | 9  | 9  | 9  | 6   |     |
| Landerneau                                 | 12 | 12 | 12 | 11 | 11 | 11 | 10 | 4   | 2   |
| Tarbes                                     | 10 | 11 | 10 | 10 | 10 | 10 | 11 | 6   |     |
| Charnay-lès-Mâcon                          | 11 | 10 | 11 | 12 | 12 | 12 | 12 | 2   | 4   |

## Leaders statistiques
Pour les moyennes, les joueuses doivent avoir joué au moins 50% des matchs de leur équipe dans les compétitions respectives.

### Saison régulière

#### Moyennes
|   | Points                                  | Passes décisives                 | Rebonds                                                              | Interceptions                           | Contres                                                         |
| - | --------------------------------------- | -------------------------------- | -------------------------------------------------------------------- | --------------------------------------- | --------------------------------------------------------------- |
| 1 | 16,81 Alexis Peterson (Angers)          | 6,00 Marie Pardon (Tarbes)       | 8,67 Evelyn Akhator (Charleville)                                    | 4,05 Olivia Époupa (Lattes-Montpellier) | 1,24 Nia Coffey (Charleville)                                   |
| 2 | 16,00 Regan Magarity (Basket Landes)    | 5,80 Julie Allemand (Lyon ASVEL) | 8,29 / Ana Tadić (Tarbes)                                            | 2,24 Sarah Michel (Bourges)             | 1,00 / Ana Tadić (Tarbes)                                       |
| 3 | 15,36 Haley Peters (Lattes-Montpellier) | 5,77 Amel Bouderra (Charleville) | 7,41 Kariata Diaby (Villeneuve-d'Ascq) Peyton Williams (Saint-Amand) | 2,18 / Promise Amukamara (Landerneau)   | 0,95 Jodie Cornélie-Sigmundova (Angers) Iliana Rupert (Bourges) |

#### Records
|   | Points                              | Passes décisives                    | Rebonds                                                                             | Interceptions                                   | Contres                                                                             |
| - | ----------------------------------- | ----------------------------------- | ----------------------------------------------------------------------------------- | ----------------------------------------------- | ----------------------------------------------------------------------------------- |
| 1 | 36 Lexie Brown (Charnay) 11/12/2021 | 15 Marie Pardon (Tarbes) 27/04/2022 | 17 Evelyn Akhator (Charleville) 16/04/2022 Peyton Williams (Saint-Amand) 27/04/2022 | 9 Olivia Époupa (Lattes-Montpellier) 27/11/2021 | 5 Myriam Djekoundade (Saint-Amand) 11/12/2021 Teana Muldrow (Landerneau) 09/10/2021 |

### Playoffs

#### Moyennes
|   | Points                                                       | Passes décisives                | Rebonds                            | Interceptions                          | Contres                                                          |
| - | ------------------------------------------------------------ | ------------------------------- | ---------------------------------- | -------------------------------------- | ---------------------------------------------------------------- |
| 1 | 17,7 / Sydney Wallace (Lattes-Montpellier)                   | 10,5 Alexis Peterson (Angers)   | 8,0 Ornella Bankolé (Roche Vendée) | 3,0 Tima Pouye (Charleville)           | 1,0 Iliana Rupert (Bourges) Marie-Michelle Milapie (Charleville) |
| 2 | 17,0 Tima Pouye (Charleville) Ornella Bankolé (Roche Vendée) | 7,5 Amel Bouderra (Charleville) | 7,8 Iliana Rupert (Bourges)        | 2,5 Evelyn Akhator (Charleville)       | Ci-dessus                                                        |
| 3 | Ci-dessus                                                    | 6,6 Julie Allemand (Lyon ASVEL) | 7,1 Élodie Godin (Bourges)         | 2,3 Olivia Époupa (Lattes-Montpellier) | 0,8 Élodie Godin (Bourges) Kendra Chéry (Basket Landes)          |

#### Records
|   | Points                                           | Passes décisives | Rebonds                               | Interceptions                                                                                                 | Contres                                                |
| - | ------------------------------------------------ | --- | ------------------------------------- | --- | ------------------------------------------------------ |
| 1 | 28 Aleksandra Crvendakić (Lyon ASVEL) 17/05/2022 | 11 Alexis Peterson (Angers) 07/05/2022 Marine Fauthoux (Basket Landes) 10/05/2022 Elin Eldebrink (Bourges) 07/05/2022 Julie Allemand (Lyon ASVEL) 17/05/2022 | 13 Iliana Rupert (Bourges) 13/05/2022 | 4 Kendra Chéry (Basket Landes) 07/05/2022 Élodie Godin (Bourges) 20/05/2022 Sarah Michel (Bourges) 07/05/2022 | 2 (performance effectuée 11 fois pendant ces playoffs) |

### Playdowns

#### Moyennes
|   | Points                              | Passes décisives                  | Rebonds                            | Interceptions                                                | Contres                                                                       |
| - | ----------------------------------- | --------------------------------- | ---------------------------------- | ------------------------------------------------------------ | ----------------------------------------------------------------------------- |
| 1 | 14,3 Amy Okonkwo (Saint-Amand)      | 5,8 Marie Pardon (Tarbes)         | 10,3 / Ana Tadić (Tarbes)          | 1,8 Peyton Williams (Saint-Amand) Kankou Coulibaly (Charnay) | 1,3 Myriam Djekoundade (Saint-Amand)                                          |
| 2 | 12,5 / Ana Tadić (Tarbes)           | 4,7 Virginie Brémont (Landerneau) | 8,2 Luisa Geiselsöder (Landerneau) | Ci-dessus                                                    | 1,00 Peyton Williams (Saint-Amand)                                            |
| 3 | 12,2 Luisa Geiselsöder (Landerneau) | 4,5 Ewl Guennoc (Charnay)         | 7,8 Amy Okonkwo (Saint-Amand)      | 1,7 Julie Wojta (Tarbes)                                     | 0,7 Luisa Geiselsöder (Landerneau) / Ana Tadić (Tarbes) Maïa Hirsch (Charnay) |

#### Records
|   | Points                                  | Passes décisives                                                             | Rebonds                                      | Interceptions                                                                      | Contres                                       |
| - | --------------------------------------- | ---------------------------------------------------------------------------- | -------------------------------------------- | ---------------------------------------------------------------------------------- | --------------------------------------------- |
| 1 | 24 Amy Okonkwo (Saint-Amand) 18/05/2022 | 11 Virginie Brémont (Landerneau) 18/05/2022 Ewl Guennoc (Charnay) 21/05/2022 | 16 Luisa Geiselsöder (Landerneau) 10/05/2022 | 5 Andželika Mitrašinoviḱ (Tarbes) 10/05/2022 Kankou Coulibaly (Charnay) 10/05/2022 | 4 Myriam Djekoundade (Saint-Amand) 10/05/2022 |

## Trophées de la saison
Les trophées de la saison sont dévoilés le 3 mai par la directrice de la LFB Yannick Souvré lors d’une émission spéciale de la chaîne de télévision Sport en France.
| Trophées LFB 2022   | Trophées LFB 2022 | Trophées LFB 2022  |
| Récompense          | Joueuse           | Équipe             |
| ------------------- | ----------------- | ------------------ |
| Meilleure joueuse   | Iliana Rupert     | Bourges            |
| Meilleure jeune     | Pauline Astier    | Bourges            |
| Meilleur entraîneur | Olivier Lafargue  | Bourges            |
| Meilleur cinq       | Olivia Époupa     | Lattes-Montpellier |
| Meilleur cinq       | Alexis Peterson   | Angers             |
| Meilleur cinq       | Ornella Bankolé   | La Roche-sur-Yon   |
| Meilleur cinq       | Regan Magarity    | Landes             |
| Meilleur cinq       | Iliana Rupert     | Bourges            |

## Clubs engagés en coupe d’Europe

### Euroligue
| Équipe             | Qualifications                                 | Qualifications                                 | Saison régulière | Saison régulière | Playoffs      | Playoffs  | Bilan général |
| Équipe             | Résultat                                       | V–D (%V)                                       | Résultat         | V–D (%V)         | Résultat      | V–D (%V)  | V–D (%V)      |
| ------------------ | ---------------------------------------------- | ---------------------------------------------- | ---------------- | ---------------- | ------------- | --------- | ------------- |
| Basket Landes      | Directement qualifiée pour la saison régulière | Directement qualifiée pour la saison régulière | 6e du groupe B   | 7–7 (50 %)       | Éliminée      | Éliminée  | 7–7 (50 %)    |
| Bourges            | Éliminée                                       | 1–1 (50 %)                                     | Éliminée         | Éliminée         | Éliminée      | Éliminée  | 1–1 (50 %)    |
| Lattes-Montpellier | Directement qualifiée pour la saison régulière | Directement qualifiée pour la saison régulière | 4e du groupe A   | 6–8 (43 %)       | 1/4 de finale | 0–2 (0 %) | 6–10 (38 %)   |

### Eurocoupe
| Équipe               | Qualifications                                 | Qualifications                                 | Saison régulière                               | Saison régulière                               | Playoffs      | Playoffs     | Bilan général |
| Équipe               | Résultat                                       | V–D (%V)                                       | Résultat                                       | V–D (%V)                                       | Résultat      | V–N–D (%V)   | V–N–D (%V)    |
| -------------------- | ---------------------------------------------- | ---------------------------------------------- | ---------------------------------------------- | ---------------------------------------------- | ------------- | ------------ | ------------- |
| ASVEL                | Directement qualifiée pour la saison régulière | Directement qualifiée pour la saison régulière | 1re du groupe J                                | 5–1 (83 %)                                     | 1/4 de finale | 4–1–2 (57 %) | 9–1–3 (69 %)  |
| Basket Landes        | Reversée de la saison régulière de l’Euroligue | Reversée de la saison régulière de l’Euroligue | Reversée de la saison régulière de l’Euroligue | Reversée de la saison régulière de l’Euroligue | 1/4 de finale | 1–0–1 (50 %) | 8–0–8 (50 %)  |
| Bourges              | Reversée des qualifications de l’Euroligue     | Reversée des qualifications de l’Euroligue     | 1re du groupe G                                | 6–0 (100 %)                                    | Vainqueur     | 8–0–2 (80 %) | 14–0–2 (88 %) |
| Charleville-Mézières | Qualifiée                                      | 2–0 (100 %)                                    | 2e du groupe H                                 | 3–3 (50 %)                                     | 16e de finale | 1–0–3 (25 %) | 6–0–6 (50 %)  |
| Roche Vendée         | Directement qualifiée pour la saison régulière | Directement qualifiée pour la saison régulière | 1re du groupe H                                | 5–1 (83 %)                                     | 1er tour      | 0–0–2 (0 %)  | 5–0–3 (63 %)  |
| Tarbes               | Qualifiée                                      | 2–0 (100 %)                                    | 2e du groupe L                                 | 5–1 (83 %)                                     | 1er tour      | 0–0–2 (0 %)  | 7–0–3 (70 %)  |
| Villeneuve-d’Ascq    | Directement qualifiée pour la saison régulière | Directement qualifiée pour la saison régulière | 1re du groupe L                                | 5–1 (83 %)                                     | 16e de finale | 3–0–1 (75 %) | 8–0–2 (80 %)  |